# Frank Barbian
Frank Barbian ist ein deutscher Kameramann.

## Leben
Frank Barbian ist der Sohn des saarländischen Pressefotografen Walter Barbian (1919–2005). Durch seinen Vater begann sein Interesse für die Fotografie. Er studierte bis 1992 an der Hochschule für Gestaltung Offenbach am Main und lebt seit 1993 als freier Kameramann in Paris. Neben den Dreh von Dokumentationen, Werbespots und Kurzfilmen, zeigte sich Barbian auch für die Kamera von Kinofilmen wie Kurz und schmerzlos und Führer Ex verantwortlich. Parallel dazu unterrichtet er auch an der Filmakademie Baden-Württemberg sowie an der École des Gobelins in Paris.

## Filmografie (Auswahl)
- 1996: Getürkt
- 1998: Kurz und schmerzlos
- 2001: Das Cello
- 2002: Führer Ex